# Principio di diritto
Il principio di diritto, nell'ordinamento giuridico italiano è un particolare tipo di interpretazione di una o più norme, emesso dalla Corte di cassazione a seguito della proposizione di un ricorso per cassazione da parte delle parti di un processo, oppure a seguito del ricorso nell'interesse della legge proposto dal Procuratore Generale.

## Scopo
La Suprema Corte utilizza il principio di diritto per dirimere le controversie che le vengono poste, esprimendo il proprio orientamento su una questione giuridica. In tal modo essa indica la corretta ed esatta interpretazione della norma da applicare o la modalità in cui la norma debba essere applicata. 
L'esposizione del principio di diritto, è di rilevante importanza pratica, infatti, il giudice del giudizio di rinvio, non avrà altra possibilità di scelta che applicare, alla fattispecie concreta, la norma nel senso in cui è stata interpretata dalla Corte di cassazione nella propria sentenza.
Dopo la novella introdotta dal decreto legislativo 40/2006 che ha aggiunto l'art. 366 bis al codice di procedura civile, è stato espressamente previsto che il ricorso, se è proposto per uno dei motivi indicati nei numeri da 1 a 4 dell'art. 360 del codice di procedura civile, deve contenere a pena di inammissibilità il quesito di diritto che il ricorrente intende prospettare alla Corte. È stato rilevato che il quesito deve risultare in modo chiaro ed esplicito dalla lettura del motivo di ricorso e deve consentire alla Corte, decidendo sul quesito, di formulare un principio di diritto applicabile dal giudice del rinvio, ma anche di valenza generale. È stato tuttavia, ritenuto inammissibile il ricorso il cui quesito di diritto si limitava all'enunciazione di un principio generico e privo di diretta applicabilità nella causa in esame. In ogni caso, è escluso che il quesito possa desumersi solamente indirettamente dalla lettura del motivo, essendo invece richiesto che sia esplicitamente indicato e che non si limiti a ripetere in forma sintetica il motivo stesso, ma costituisca una vera e propria questione su cui la Corte deve pronunciarsi.

## Rapporti con la funzione di nomofilachia
Il principio di diritto costituisce l'essenza della funzione di nomofilachia della Corte di Cassazione, infatti, anche se non vincolante per i giudici estranei al processo, da cui è scaturito, indurrà gli altri giudici a conformarsi all'orientamento espresso.